# Liviu Butoi
Liviu Butoi (n. în 1953 la Ianca, județul Brăila) este un muzician român de jazz. Instrumentist, șef de formație și compozitor, cântă în principal la saxofon tenor și la flaut, dar și la saxofon sopran, sopranino și ocazional la flaut piccolo. Are și înregistrări remarcabile ale unor piese unde cântă la saxofon bariton.

## Activitatea
A debutat în anul 1970 în formații de rock, după care timp de mai multe decenii numele lui se leagă organic de jazzul timișorean și românesc în genere. În anii 80 începe colaborarea cu pianistul Mircea Tiberian, alături de care de-a lungul timpului va avea cele mai fructoase realizări muzicale. În anii 90 l-a cunoscut pe renumitul pianist american Burton Green cu care a colaborat până în zilele noastre. A mai concertat alături de cunoscuți instrumentiști de jazz precum John Betsch, Chris Dahlgren, Lisle Ellis și David Patrois. A participat la festivaluri și concerte de jazz în Franța, Germania, Austria, Suedia, Polonia și Ungaria. 
În 2003 Societatea Română de Radiodifuziune îi conferă în cadrul Galei Premiilor de Jazz titlul de Muzician al Anului. În 2004 împreună cu doi muzicieni francezi Edward Perraud (baterie) și Arnault Cuisinier (contrabas) și cu mai vechiul său colaborator, pianistul Mircea Tiberian, a realizat albumul Păsări, care poate fi considerat un vârf al producției discografice românești de jazz. În același an albumul Păsări și-a adjudecat și Premiul pentru cea mai bună performanță discografică acordat tot de Societatea Română de Radiodifuziune. Activitatea care a urmat, fructificată prin albumele Dark (2006) și Offerus (2013), în duo cu Mircea Tiberian, și alte seturi de înregistrări, l-a consacrat pe Liviu Butoi ca una dintre cele mai interesante personalități ale scenei jazzistice românești. 

## Albume
- Păsări, 2004
- Dark, 2006
- Offerus, 2013